# Paranoá
Paranoá è una regione amministrativa del Distretto Federale brasiliano.